# 阿尔萨兰·卡齐米
阿尔萨兰·卡齐米·纳埃尼（波斯語：‎，1990年4月22日—），伊朗男子篮球运动员，司职大前锋，2017年亞洲盃籃球賽银牌得主、2018年亚洲运动会男子篮球银牌得主。

## 外部連結
- 阿尔萨兰·卡齐米在fiba.basketball（英语）
- 阿尔萨兰·卡齐米在archive.fiba.com（archived）（英语）
- 阿尔萨兰·卡齐米在Basketball-Reference.com（NBA）（英语）
- 阿尔萨兰·卡齐米在Basketball-Reference.com（國際）（英语）
- 阿尔萨兰·卡齐米在Sports-Reference.com（NCAA）（英语）
- 阿尔萨兰·卡齐米在Eurobasket.com（球員）（英语）
- 阿尔萨兰·卡齐米在RealGM（英语）
- 阿尔萨兰·卡齐米在Proballers（英语）
- 阿尔萨兰·卡齐米在中国篮球数据库（新浪网）
- 阿尔萨兰·卡齐米在Olympics.com（英语）
- 阿尔萨兰·卡齐米在Olympedia（英语）